# Янголи Чарлі
«Янголи Чарлі» (англ. Charlie's Angels) — назва кількох кіно- та телефільмів і серіалів про спеціальний таємний жіночий підрозділ для боротьби з небезпечними міжнародними злочинцями та шпигунами.
Автори медіафраншизи — сценаристи Іван Гофф (1910—1999) і Бен Робертс (1916—1984), власник — Sony Pictures Entertainment.
Франшиза «Янголи Чарлі» включає в себе:
| Вид                    | Дата виходу     | Назва                            | Оригінальна назва                     | Примітки                                                                                |
| ---------------------- | --------------- | -------------------------------- | ------------------------------------- | --------------------------------------------------------------------------------------- |
| Телесеріал             | 1976—1981       | Янголи Чарлі                     | Charlie's Angels                      |                                                                                         |
| Телесеріал             | 2011            | Янголи Чарлі                     | Charlie's Angels                      |                                                                                         |
| Кросовер               | 13 вересня 1978 | Янголи у Вегасі                  | Angels in Vegas                       | Епізоди 3.01 та 3.02 як кросовери із серіалом «Вегас» (Vegas) 1978-1981                 |
| Кросовер               | 12 вересня 1979 | Янголи у човні кохання           | Love Boat Angels                      | Епізоди 4.01 та 4.02 як кросовери із серіалом «Човен кохання» (The Love Boat) 1976-1990 |
| Кінофільм              | 2000            | Янголи Чарлі                     | Charlie's Angels                      |                                                                                         |
| Кінофільм              | 2003            | Янголи Чарлі: Повний вперед      | Charlie's Angels: Full Throttle       |                                                                                         |
| Кінофільм              | 2019            | Янголи Чарлі                     | Charlie's Angels                      |                                                                                         |
| Короткометражний фільм | 2019            | Янголи Ру                        | Ru's Angels                           |                                                                                         |
| Анімаційний вебсеріал  | 2003            | Янголи Чарлі: Анімаційні пригоди | Charlie's Angels: Animated Adventures |                                                                                         |